# Municipio de Coulee
El municipio de Coulee (en inglés: Coulee Township) es un municipio ubicado en el condado de Ramsey en el estado estadounidense de Dakota del Norte. En el año 2010 tenía una población de 65 habitantes y una densidad poblacional de 0,71 personas por km².

## Geografía
El municipio de Coulee se encuentra ubicado en las coordenadas 48°14′8″N 99°7′34″O / 48.23556, -99.12611. Según la Oficina del Censo de los Estados Unidos, el municipio tiene una superficie total de 91.97 km², de la cual 91,41 km² corresponden a tierra firme y (0,61 %) 0,56 km² es agua.

## Demografía
Según el censo de 2010, había 65 personas residiendo en el municipio de Coulee. La densidad de población era de 0,71 hab./km². De los 65 habitantes, el municipio de Coulee estaba compuesto por el 98,46 % blancos, el 1,54 % eran amerindios. Del total de la población el 0 % eran hispanos o latinos de cualquier raza.